# 许国利杀妻案
许国利杀妻案，又称来惠利遇害案、杭州男子杀妻案、杭州杀妻碎尸案，案发前期曾称7·5杭州女子失踪案、来惠利失踪案，指的是发生在中华人民共和国浙江省杭州市的一桩被「人口失蹤」掩飾的兇殺案。2020年7月5日凌晨，当地居民来惠利（51岁，女）在睡梦中被殺害、分尸棄入化糞池。被殺後，其家属以人口失蹤報警，指她「離家」時未带证件和手机，监控也沒拍到她走出小区。在当地新闻媒体的追访下，案件成了全国性的热点话题。7月25日，杭州市公安局召开記者會，指在化糞池抽了38車糞水後驗得人體組織，丈夫许国利涉嫌故意杀人罪。而殺人嫌犯、遇害人丈夫的退伍軍人背景、性格、作案手法、心理素质等也受到了媒体和舆论的熱議。8月6日，许国利被檢察機關批准逮捕。2021年7月26日，许国利被浙江省杭州市中级人民法院一审宣判死刑，许国利不服，提起上诉。2022年1月25日，浙江省高级人民法院二审公开开庭审理，许国利再次要求宣告无罪。4月8日，浙江省高级人民法院二审维持原判，并报请最高人民法院核准死刑。2023年3月21日，经最高人民法院核准，许国利被执行死刑。

## 背景

### 涉案者
来惠利（1969年1月16日—2020年7月5日），本案遇害者，女，浙江杭州人，案发时51岁，身高158厘米，体型不胖不瘦。案发前在杭州平安金融中心的德勤会计师事务所杭州分所做保洁工作（退休返聘）。单位离家两公里左右。有两段婚姻，在第一段婚姻中生下1女（随前夫）。每月工资人民幣4000元，有退休金。为人和善，家庭和睦。喜欢种花、养小动物，社交比较简单，平日里基本是工作、家庭两点一线。睡眠质量不好，有时失眠，但精神正常，也没有过梦游。
许国利（1965年6月2日—2023年3月21日），案发时55岁，本案罪犯，来惠利第二任丈夫。成長於浙江绍兴专区诸暨县安华公社（今浙江省绍兴诸暨市安华镇球山村）。四岁丧母，有一兄一弟。初中毕业后没读高中。18岁时（1983年）當了三年的舟橋兵駐防福建，而非傳聞的偵察兵，此為许国利同鄉戰友及许国利弟弟所證實。舟橋兵是解放军工程兵的一種，負責修路橋。2014年競選球山村村委會主任，落選。案发前许国利在杭州一公司担任驾驶员。他自1987年开始先后在多地从事鱼粉（魚肉磨成粉末的飼料）和鴨子（上海市南汇区下沙镇白墙十组养鸭场）養殖屠宰生意，2018年到杭州工作。案發時戶籍在杭州。网传案发时他为该小区物业的工作人员，也有传闻称其为小区保安、但三堡北苑物业管理办公室否认许国利为其员工，也被警方辟谣。与前妻育有2子，有固定收入。2021年7月26日，许国利被浙江省杭州市中级人民法院一审宣判死刑。

### 涉案兩人關係
两人家住杭州市江干区三堡北苑小区4幢802室，有七位数存款。系重组家庭，婚后生下小女儿。案发前小女儿11岁，刚过生日。两人在案发前十余年在杭州相识，当时许国利做鸭子屠宰生意，向来惠利一家借房用于存放鸭子，又借钱开了鸭子养殖场。来惠利则在杭州一家同仁堂工作，丈夫在五金店做钣金工。渐渐地，两人形成同居关系，但尚未离婚。之后，二人一同前往上海生活，两三年后分别离婚。当时，许国利先离婚，在许国利的要求下，来惠利离婚。来惠利与前夫的88平米房产归前夫所有，许国利与前妻的儿子归前妻抚养。2008年，两人结婚。两人后来先后将户口迁到三堡村，后来分到了三堡村拆迁得到的回迁房，按照一个人55平方米的标准，来惠利分到现在两人共同居住的55平方米的房产，许国利和小女儿的名义分到一套正在装修的110平方米房产，原定年底入住，距三堡北苑不足3公里。他们的小女儿称，二人上次发生争吵是在2019年。而网络称事件可能是因来惠利新分到的两套房子而起，许国利想将110平米的房子，给自己与前妻所生的大儿子做婚房，而来惠利未同意。但来惠利家属称，夫妇俩没有因为此事起过争执。两人的矛盾也与炒股有关，许国利一度通过开养殖场赚了70多万，但因炒股都赔了。

### 小区环境

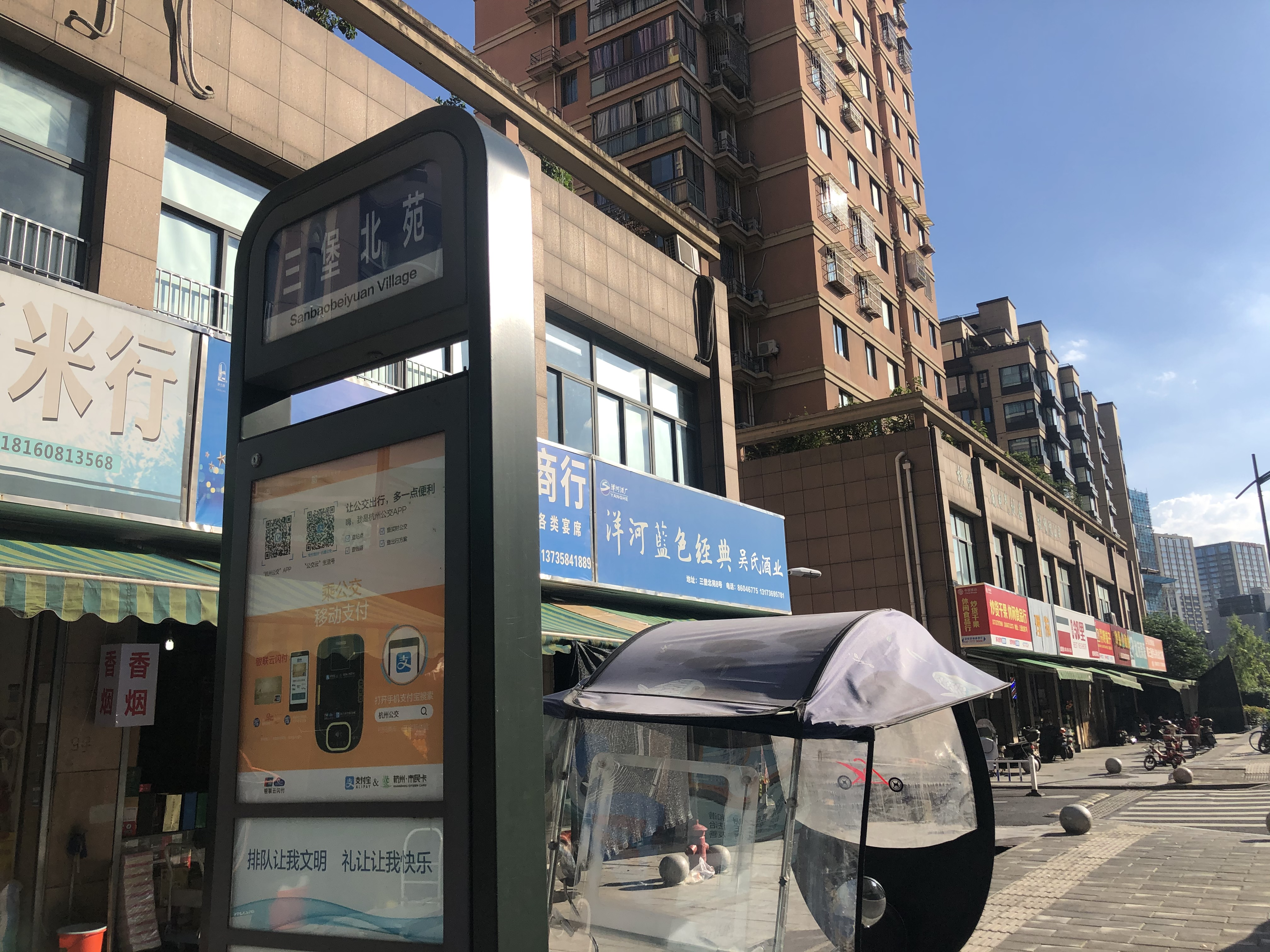
事发地三堡北苑小区正门出入口

三堡北苑小区是当地的回迁小区，其中4号楼共18层，位于小区东南角，紧邻东门:9。其中4号楼8层系两梯四户的格局，比较紧凑，设有2个电梯和一处逃生步梯。电梯两侧均安装有两个摄像头，对楼道进行360度无死角的监控，但步梯中没有监控。来惠利失踪后，每层楼道都安装了监控。小区的东门、北门、地下停车场密布监控，24小时有人值守。事发小区为“智安小区”，有内部监控96个、外围监控近千个。小区所有楼房地下停车层均打通，环境复杂。

## 事件经过

### 失踪经过
失踪前一天（2020年7月4日）上午，来惠利夫妻二人前往杭州市红十字会医院，丈夫拔牙，妻子因自己患有高血压而定期前去配药。中午回到家吃饭，下午许国利赶去正在装修的新房查看。7月4日17时10分:9，来惠利最后一次出现在电梯监控中，她带着小女儿从银泰百货杭州庆春店买书和蛋糕回来，两人在电梯里有说有笑，没有异样。19时，一家人吃晚餐，庆祝小女儿生日。22时，一家人上床休息。
7月5日系来惠利失踪第一天，根据许国利的描述，0时30分他起床上厕所时其妻还躺在身旁。5时30分许国利起床，发现来惠利失踪，以为她有事外出所以没有在意。但之后接受媒体采访时，又称以前没有发生过这样的情况。走失时穿咖啡色吊带睡衣和一双黑色鞋子，未带证件及手机:9。中午和傍晚，来惠利均未回家吃饭，没有通知自己和女儿，并一夜未归。7月6日上午，来惠利的单位打来电话称其未到岗上班，家人感到蹊跷。下午，许国利收到来惠利网购的快递，内含治疗睡眠不足的药物。最终在7月6日20时07分，其大女儿余某等家属向杭州市公安局江干区分局四季青派出所报案求助。

### 新闻栏目追访
經當地浙江电视台的新闻节目追訪，本案由杭州一隅的失踪小案成了全国热点话题。7月16日，浙江电视台教育科技频道《小强热线》最先聚焦本案，节目中许国利等家属接受采访。許國利称「（家裡僅）少了一件吊帶睡衣」、「她出去肯定不是一个人，一个人她出不去的，按她的智商」，令媒體循「躲監控鏡頭出逃並有同黨接應載走」、「妻子夜裡約會私奔」、夢遊、睡觉时离奇失踪等方向报导。另外，家属怀疑来惠利可能掉进景观河，但抽干了该河也没有找到其人。
7月18日，浙江电视台钱江都市频道《范大姐帮忙》节目记者和安防专业人士前往小区，发现小区负一楼有一条没有灯的暗道，可以避开监控到达一个通往地面、且没有监控的出口，而案发当日小区保安也没有临时调动或请假的情况。许国利面对媒体的采访时则从容淡定，连问「我的女儿怎么办？我的生活怎么办？我老婆到底什么时候回来？」，在妻子失踪期间仍照常上班。当日下午，许国利对亲戚们说：“找不着就不用找了，出去玩几天，可能就回来了。”还抱怨说“警察最近老是来找我”。杭州富阳野狼搜救队则义务前往小区帮忙寻找，在接受浙江电视台民生休闲频道《1818黄金眼》的采访时，明确指出小区内监控存在死角。7月22日，来惠利家属表示，若提供线索后能找到来惠利将给予10万元感谢费。

### 案件侦破过程

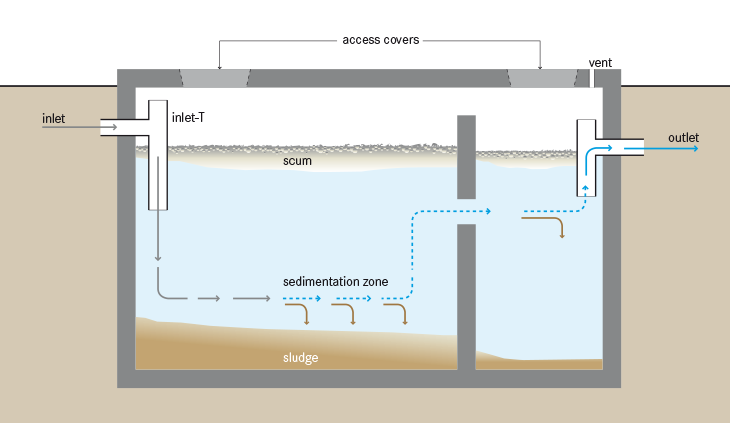
化糞池示意圖

本案最蹊跷的地方是小区的监控没有留下任何痕迹。四季青派出所寻找几日未果，将案件移交给江干分局进行处理。7月19日，警方成立专案组开展调查。杭州警方组织全市100多名警力，对小区的6幢单元楼、379户人家、1075名住户全部进行了走访询问，详细记录了重点时段的活动情况。警方搜索了小区的地下室、楼顶等，查看了窑井、电梯井、蓄水箱，以及整幢楼住户的冰箱、等，并派警犬对小区附近的池塘、公园搜查，前后开展了4次地毯式排查，均未发现来惠利。来惠利的家属则在小区内外张贴了大量寻人启事。
警方综合分析，排除了来惠利独自出走及其他人员作案等各种可能，初步发现其丈夫许国利的作案嫌疑。经过分析，又把侦查的聚焦点转向事发楼道的化粪池。7月22日下午天气好转，勘验条件满足，专案组开始抽取化粪池。经过25小时后，7月23日16时抽取完成。民警身穿全封闭隔离服，对抽取出的38车污秽物进行冲洗、筛查，现场提取检测，发现疑似人体组织，经DNA比对确定系失踪者来惠利的人体组织，判断来惠利可能遇害，基本确定许国利的作案嫌疑。当日傍晚，许国利经过吸粪车时，曾两次短暂地侧头看向化粪池。
有网络传言称，7月23日1时，许国利被警方传唤并交代说：他存在性格缺陷，借钱炒股失败并亏钱，并且因装修问题和妻子分歧，产生不满，并于7月5日凌晨趁妻子熟睡时，用枕头蒙头将其杀害，随后将妻子分尸，大部分通过马桶冲走，骨头则在室外抛弃。物业人员证实，案发当天他家中用了2吨自来水。7月23日1时许，津云新闻记者称从接近杭州警方人士处获悉，来惠利已经找到。当天8时许，津云称又从另一渠道确认来惠利已被找到，警方后半夜在三堡北苑小区的化粪池里发现来惠利尸体。但当日杭州市公安局江干区分局负责人对澎湃新闻回复称系谣言。当天21时许，杭州市公安局官方微博发布通报称来惠利已遇害，其丈夫许国利有重大作案嫌疑，现已被依法采取刑事强制措施。7月24日，警方找到了疑似来惠利的衣物，经过冲洗拍照后打包带走。

### 案件结果及后续

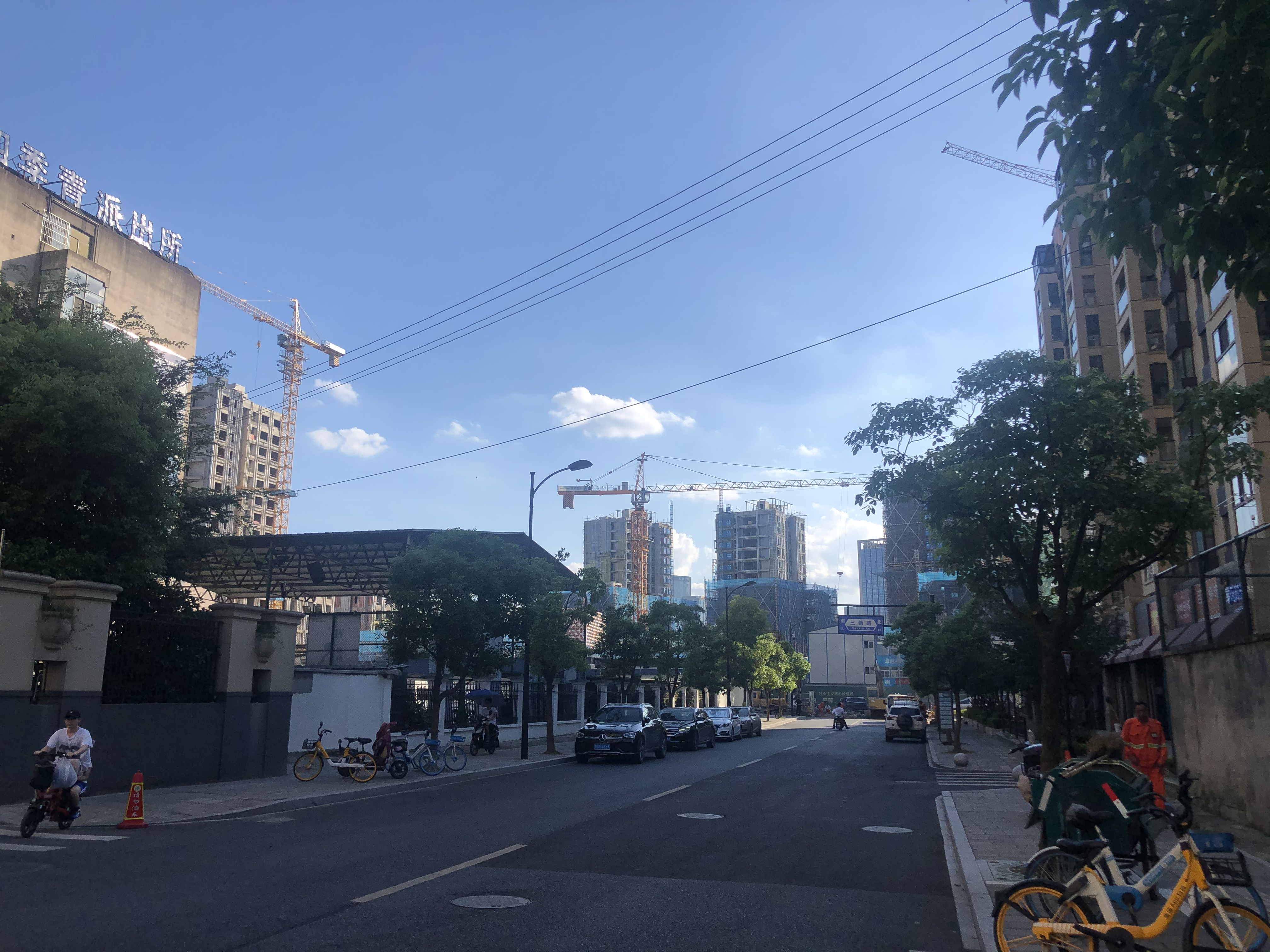
事发地三堡北苑小区（右侧）与四季青派出所（左侧）

7月25日，杭州市公安局在杭州市公安局大楼7楼会议室召开記者會，发布了来惠利失踪案案情。杭州市公安局党委委员、副局长贾勤敏通报了相关情况：7月23日11时许国利以故意杀人罪被刑事传唤，警方突破了嫌疑人口供。许国利交代称，他因家庭生活矛盾对来惠利产生不满，并在7月5日凌晨将其杀害，分尸后分散抛弃。目前许国利被警方依法刑事拘留，案件正在进一步侦查中。而在25日晚，《小强热线》放出一段17日采访许国利的视频，视频中许国利被问及是否与妻子曾经有过节，回应称：“最多就是半年前，不是你死我活的事，不需要化解。”还一度情绪激动失态：“所有事情你不要说异常，反正没有异常情况。”2020年7月30日，杭州市公安局请求以涉嫌故意杀人罪逮捕许国利。8月6日，杭州市人民检察院正式批准杭州市公安局逮捕许国利。
2021年1月5日，浙江省人民检察院将此案移交杭州市人民检察院审理起诉，杭州市人民检察院依法以故意杀人罪向杭州市中级人民法院提起公诉，被害人家属许某怡和余某（分别为被害人与许国利所生女儿，及与前夫所生的女儿）同时提起附带民事诉讼，要求被告人许国利赔偿各项经济损失合计271万余元。5月14日，许国利涉嫌故意杀人一案（附带民事诉讼）在杭州市中级人民法院第二法庭开庭。杭州市人民检察院指控，被告人许国利与被害人来某某系夫妻，二人因感情、经济等方面原因产生矛盾，许国利对来某某心生怨恨，陆续购买美工刀、切割机等，决意杀害来某某。2020年7月4日晚，许国利在其家中向来某某睡前饮用的牛奶内投入安眠药，待来某某饮用后昏睡之际，采用胶带纸封口、枕头捂压口鼻的方式致来某某死亡。之后许国利将被害人尸体搬至卫生间，使用事先准备的工具将尸体肢解，后分散抛弃。作案后，许国利编造虚假信息，谎称来某某失踪，逃避侦查。7月22日，公安机关筛查小区化粪池发现部分人体组织，于7月23日将许国利抓获归案。由于被告人没有委托辩护人，由杭州市法律援助中心为其指派辩护律师到庭参加诉讼。庭审中，许国利在谈到作案动机时，称因房产经济问题和小女儿教育等问题，近年来与妻子积怨已久，心生不满，并称“很爱妻子”，但只有这种方式才能解决问题。被告人辩称，工具并非为了作案特别准备，对附带民事诉讼表示愿意赔偿；辩护人指出，许国利杀害来惠利的证据链条不足以证明其杀人行为属于有预谋犯罪，主观恶性小，请求法庭从轻处罚并请求进行精神鉴定；公诉人则认为，当庭出示的证据足以证实对许国利的指控，无需做精神病鉴定，且许国利系有预谋犯罪，犯罪手段极其残忍，社会影响恶劣，罪行极其严重。法院认为，其杀人过程心思缜密，并对犯罪行为有掩盖，其家族也没有精神病史，驳回了被告人做精神鉴定的请求。被告人许国利当庭认罪，法庭没有当庭宣判。
2021年7月26日，浙江省杭州市中级人民法院对被告人许国利故意杀人刑事附带民事诉讼一案进行公开宣判，以故意杀人罪判处被告人许国利死刑，剥夺政治权利终身。判决其赔偿附带民事诉讼原告人经济损失人民币20万元，许国利不服，提起上诉。2022年1月25日，浙江省高级人民法院二审公开开庭审理，许国利认为，一审认定事实不清、证据不足，二审应改判其无罪，许国利最后陈述，再次要求宣告无罪。4月8日，浙江省高级人民法院二审宣判，裁定驳回上诉，维持原判，并报请最高人民法院核准死刑。2023年3月21日，经最高人民法院核准，许国利被执行死刑，终年57岁。

## 社会反响
案件在媒体的报道下引起社会广泛关注。由於案發小區監控鏡頭齊備卻有人「走了出去」，輿論對密室推理的興趣被觸發，本案逐渐發酵。案发后，网民开展了“全民破案”，发挥自己的想象力和逻辑分析能力，提出各种破案思路。而在许国利被警方认定为來惠利失蹤案重要嫌疑人后，许国利前妻的闺蜜刘女士想起其16岁的女儿楼某洁在2002年于家中被殺死，而案件一直未偵破，刘女士懷疑许国利為作案兇手，并再次向警方報案。杭州公安和诸暨警方表示案件已重新调查。

### 案件相关模因
一些网友拿本案开玩笑，将此案件中的一些要素作为网络模因，在多个社交软件传播，如“两吨水警告”“化粪池了解一下”，更有网店店主将许国利接受采访时的形象制作成绞肉机宣传图，因而受到网民和媒体的批评，认为是消遣惨剧的表现。新华网评论称：“其轻浮、戏谑的言语背后不仅挑战着公序良俗的底线，还对社会舆论场造成极为严重的误导效应”，“恶意渲染、调侃细节便是对生命的不尊重，也是对受害者及其家人的二次伤害。”也有一些网友呼吁加强对此类内容的管理，部分相关评论和视频被举报下架或删除。

### 专题报道
- 百度跟进—— 杭州杀妻案 （页面存档备份，存于）